# Neustadt (Østholsten)
 For alternative betydninger, se Neustadt. (Se også artikler, som begynder med Neustadt)
Neustadt (ofte også omtalt som Neustadt in Holstein og Neustadt an der Ostsee på tysk) er en by og kommune i det nordlige Tyskland, beliggende under Kreis Østholsten i delstaten Slesvig-Holsten. Byen ligger ved Lübeck Bugt (Østersøen), cirka 30 km nordøst for Lübeck, og 50 km sydøst for Kiel, og den har desuden status som Ostseebad. På grund af blandt andet gode havneforhold kommer en del turister sejlende til for at opleve byen om sommeren.
Neustadts europæiske venskabsby er danske Rønne på Bornholm. Neustadt er også med i samarbejdet Neustadt in Europa, hvilket omfatter 34 købstæder og kommuner fordelt i 5 lande (Tyskland, Tjekkiet, Østrig, Slovakiet og Ungarn).
Nærmeste lufthavn er Lübeck Lufthavn, som sørger for tilfartsmuligheder for de som vil til Neustadt. Der findes en hobbyflyveplads i nabokommunen Sieksdorf.

## Historie
Fiskerlejet Neustadt blev grundlagt i 1244 af grev Adolf 4. af Holsten som Neue Stadt (ny stad) som afløser for det ½ mil nordligere beliggende Kremp (Alten-Krempe) under navnet "Neu-Krempe". Byen fik lybsk stadsret, og der blev oprettet et augustinerkloster. Byens udvikling blev bremset af flere tilbageslag: i 1350 blev byen ramt af pest, i 1391, 1399, 1419 og 1425 af brande, i 1623, 1630 og 1639 atter af epidemier, i 1711 af pest, 1750 og 1817 af nye brande. 
Under Christian 4. foregik kongeligt skibsbyggeri (oprettet af Marselis & Berns) i byen, blandt andet af det berømte "Trefoldigheden", desuden orlogsskibene "Nældebladet", "Pelikanen", "Grå Ulv" og "Delmenhorst". I 1639 blev bygget fragtskibet "Sancta Maria" til Kronen. Under Frederik 3. blev orlogsskibet "Frederik" bygget i 1649, men til en pris, der rettede opmærksomheden mod Corfitz Ulfelds regnskabsføring.
Lübeck frygtede konkurrencen fra Neustadt og klagede til hertugen af Gottorp, idet man hævdede, at det kongelige skibssbyggeri ødelagde skovene. I 1722 blev udskibning af træ forbudt af hertugen; skovejere og skibsbyggere havde i dette spørgsmål indbyrdes modstridende interesser. I 1700-tallet fortsatte skibsbyggeriet med adskillige nye fartøjer.
Befolkningsudvikling: Neustadt havde 1.596 indbyggere i 1803, 2.452 indbyggere i 1835, 2.647 indbyggere i 1840, 3007 indbyggere i 1845, 3.545 indbyggere i 1855 og 3.662 indbyggere i 1860.
De hjemmehørende handelsskibes antal og læstedrægtighed fremgår af nedenstående tabel:
| År   | Antal | kmcl |
| ---- | ----- | ---- |
| 1832 | 9     | 166  |
| 1833 | 10    | 241½ |
| 1834 | 13    | 319½ |
| 1835 | 13    | 318  |
| 1836 | 13    | 318  |
| 1837 | 12    | 320½ |
| 1838 | 13    | 328½ |
| 1839 | 14    | 383½ |

### Under tysk overherredømme
Indbyggertal: i 1880 havde byen 4.119 indbyggere, i 1910 havde byen 5.083 indbyggere.